# Campani

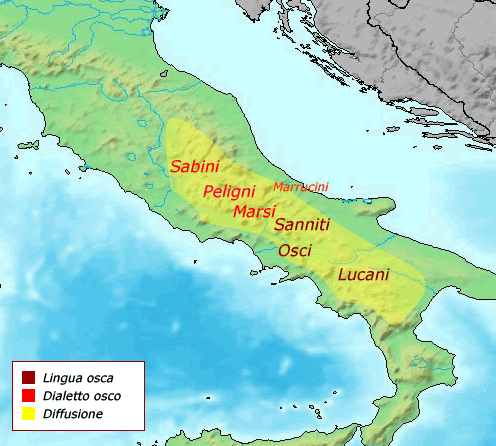
Diffusione della Lingua osca, circa V secolo a.C.

I Campani furono una popolazione italica appartenente al gruppo degli Osci, parlanti la lingua osca, idioma indoeuropeo del gruppo osco-umbro.
Provenienti dagli Appennini abitati dalle genti italiche, i proto-Osci si stanziarono nella Campania antica nei primi secoli del I millennio a.C., o forse anche prima, sovrapponendosi a una preesistente popolazione, presumibilmente latino-falisca.
Risospinti nell'interno dai colonizzatori Greci tra il VII ed il V secolo a.C., verso la metà del V secolo a.C. riconquistarono diverse città della Magna Grecia (tra le quali Cuma nel 421 a.C.) ed etrusche (tra le quali Capua nel 423 a.C.) sulla costa del golfo di Napoli e  del basso Lazio, occupando anche tutto l'entroterra. 
In questo aspetto si distingueva Neapolis, dove la classe politica greca aveva saputo meglio governare questo processo ammettendo con grande anticipo le élite campane alle principali cariche pubbliche della polis e riuscendo attraverso questa cooptazione a mantenere la continuità e sovranità politica della città.
Dai Greci e dagli Etruschi gli Osci appresero la forma organizzativa della polis, differenziandosi ben presto dai Sanniti, popolo italico affine, anch'esso di lingua osca, tanto che a metà del IV secolo a.C. si rivolsero proprio a Roma contro la pressione dei Sanniti stessi.
Il nome Campani, usato dai Romani a partire dal V secolo a.C., sembra derivare da quello di Capua, la loro principale città: il termine campanus era utilizzato, in senso stretto, come etnico di Capua, in senso più ampio a designare tutti gli abitanti delle città della lega stretta intorno alla stessa Capua. 
In Età imperiale romana, in seguito alla suddivisione augustea dell'Italia romana in regioni, il concetto di Campania ("Terra dei Campani") si estese oltre i suoi originari confini andando a ricomprendere un territorio ben più vasto, incluso nella parte meridionale della Regio I Latium et Campania.